# アンデルセン童話 にんぎょ姫
『アンデルセン童話 にんぎょ姫』（アンデルセンどうわ にんぎょひめ 英文タイトル：The Little Mermaid）は、日本のアニメーション映画作品である。製作は東映動画（現・東映アニメーション）。カラー。ワイド。68分。

## 概要
ハンス・クリスチャン・アンデルセンの没後100年を記念した追悼作品として、彼の代表作『人魚姫』を題材に製作され、1975年3月21日公開の『春の東映まんがまつり』にて上映された。アンデルセン原作の東映アニメ映画は、1968年3月公開の『アンデルセン物語』以来だが、『アンデルセン物語』は話の中にアンデルセン童話を挿入する形式であったため、単一原作作品としては本作が史上初である。
アニメ映画化するにあたり、原作では名前が無い「人魚姫」と「王子」にそれぞれ「マリーナ」と「フィヨルド」と名付け、アニメオリジナルキャラクターとしてイルカのフリッツを加えた。またデンマークでロケを行い、その実写映像を物語導入部の演出に用いた。
マリーナ役の声優には女優の樫山文枝を、フィヨルド役の声優には俳優の志垣太郎を起用した。またフリッツ役の声優には、1958年10月公開の東映アニメ映画第1作『白蛇伝』以来の声優起用となる宮城まり子を、マリーナの姉役の声優には、『人魚姫』をモチーフにした東映動画のテレビアニメ『魔法のマコちゃん』の主演声優である杉山佳寿子を起用した。
作品公開前年の1974年に東映動画社長が登石雋一から今田智憲に交代したことで、本作の製作名に今田の名が初クレジットされた。以後、今田は1993年に同社会長に就任するまでの間、多数の東映動画劇場作品に関わった。その一方、東映動画アニメ映画で女性初の作画監督を務めた奥山玲子は、本作を以て東映動画を退社した。
文部省推薦作品および沖縄海洋博協賛作品である。配給収入は3億6300万円。

## あらすじ
海の生き物たちが平和に暮らす海の楽園・海底王国。五人の姉を持つ人魚の姫マリーナは姉妹の中で最も好奇心が強く、王国で一番の美しい歌声を持っていた。
彼女は親友のイルカ・フリッツと遊んでいる最中に、美しい人間の王子フィヨルドと出会う。
嵐に襲われて海に投げ出された王子を救って以来、彼のことをどうしても忘れられないマリーナは、人間に姿を変えて彼の元へ行こうと決意する。しかし、彼女には哀しい運命が待ち受けていた。

## 登場キャラクター
マリーナ（にんぎょ姫）
声 - 樫山文枝
14歳。海底王国の王女で6人姉妹の末娘。心優しく純真な少女。好奇心がとても強く、広い世界を知りたがっている。かわいらしい容姿と誰もが聞き惚れる美しい歌声を持つ。ハープを弾くのが得意で、フィヨルドからはまるで波のような音色だと評された。
15歳の誕生日に真珠の髪飾りをもらうまでは陸にある人間の世界を見ることを許されない掟があるが、好奇心のあまりに掟を破ってしまう。
人間である王子を一途に愛し続け、自慢の声を失い故郷を捨ててでも彼の元へ向かおうとする。しかし、その想いが彼女を悲劇へと導いてしまう。
王子（フィヨルド）
声 - 志垣太郎
人間の王子。凛々しく勇敢で、武芸に優れた青年。政略結婚を迫られているが、本人は嫌って突っぱねている。
横笛と吹くのが得意。人間の姿になったマリーナを妹のようにかわいがっている。
命の恩人の少女に憧れ捜し求めているが、助けられた時のことをはっきりと覚えておらず、マリーナとは別の女性だと思い込んでしまっている。
フリッツ
声 - 宮城まり子
イルカの少年でマリーナの親友。マリーナほどではないが好奇心旺盛。「わんぱくフリッツ」と呼ばれている。
マリーナに想いを寄せ慕っているが、種族の違いのために恋愛対象として見てもらえていない。
王子を想うあまりに大きな代償を払ってまで陸に上がったマリーナを心の底から心配しており、彼女がすぐにでも海へ戻って来ることを願っている。
魔女
声 - 北浜晴子
マンタの姿をした海の魔女。生き血が大好物。抜け目が無く、不気味で妖艶。王国の住人からは警戒されているが、他人を無意味に傷つけることはない。
マリーナの美しい歌声に目を付け、マリーナを人間にする代わりに声を要求する。
スオミの姫
声 - 吉田理保子
スオミの国の王女で、海岸で倒れていた王子を介抱した少女。この時、マリーナは近づいて来る彼女に気づいて逃げてしまった。
実は王子の縁談の相手で、王子は彼女こそが自分の命の恩人だと考えて結婚を決めてしまう。
ジェミー
声 - 沢田和子
侍従長の飼い猫。底意地の悪い性格で、王子の側にいるマリーナをつけ狙い、なかなか縁談を承知しない王子から引き離そうと策謀する。
にんぎょの王
声 - 柴田秀勝
にんぎょの老妃
声 - 麻生美代子
マリーナの姉姫
声 - 杉山佳寿子
王子の母
声 - 山口奈々
クジラのデューク
声 - 富田耕生
カニ / ホラ貝
声 - 肝付兼太
笛奴
声 - 永井一郎
コバンザメ
声 - 緒方賢一
予告編ナレーター
声 - 坪井章子

## スタッフ
- 企画 - 有賀健、高見義雄
- 製作担当 - 茂呂清一、白根徳重
- 監督 - 勝間田具治
- 脚本 - 大藪郁子、小山内美江子
- 演出 - 勝間田具治
- 音楽 - 平吉毅州
- 作画監督 - 奥山玲子
- 美術監督 - 浦田又治、牧野光成
- 原画 - 阿部隆、金山通弘、角田紘一、小川明弘、森英樹、的場茂夫、荒木伸吾、木野達児、小松原一男、野田卓雄　石黒育、高橋信也、丹内司
- 動画 - 小林敏明、柴田圭子、坂野隆雄、服部照夫、薄田嘉信、石山毬緒、田村晴夫、小林慶輝、長沼寿美子、大嶋聡、山田みよ、長崎重信、草間真之介、藤田登、上梨一也、小林正義、布告文、久保寺輝彦
- 背景 - 勝又激、山口俊和、遠藤重義、柿沼雅人、松本健治、海老沢一男
- 美術進行 - 鳥本武
- 演出助手 - 森下孝三
- 進行主任 - 岸本松司
- トレース - 黒沢和子、入江三帆子、谷口恭子
- 彩色 - 土田久美子、藤橋清美、山田純子、後藤美津子
- ゼログラフ - 村松錦三郎、戸塚友子
- 特殊効果 - 浜桂太郎、佐藤章二
- 仕上検査 - 小椋正豊、森田博
- 仕上進行 - 平賀豊彦
- 撮影 - 池田重好、山田順弘
- 実写撮影 - ヘニング・クリスチャンセン
- 協力 - ダニッシュ・フィルム・スタジオ
- 編集 - 千蔵豊
- 記録 - 黒石陽子
- 録音 - 波多野勲
- 音響効果 - 伊藤克巳（スワラプロダクション）
- 録音スタジオ - タバック
- 現像 - 東映化学
- 製作 - 東映動画、今田智憲
- 配給 - 東映

## 音楽
レコードは日本コロムビア、ソノシートは朝日ソノラマから発売。
主題歌「あこがれ」
作詞 - 岩谷時子 / 作曲・編曲 - 平吉毅州 / 歌 - 大杉久美子
挿入歌「待っていた人」
作詞 - 岩谷時子 / 作曲・編曲 - 平吉毅州 / 歌 - 大杉久美子、ピープル

## 推薦・受賞

### 推薦
- 文部省選定
- 厚生省中央児童福祉審議会推薦
- 日本児童文芸家協会推薦
- 東京都知事推奨[1]

### 受賞
- モスクワ映画祭 ピオニール童話賞[1]

## 同時上映
- グレートマジンガー対ゲッターロボ（劇場用新作）
- これがUFOだ!空飛ぶ円盤（劇場用新作）
- 仮面ライダーアマゾン
- がんばれ!!ロボコン
- 魔女っ子メグちゃん 月よりの使者

## 映像ソフト化
2011年11月21日発売のDVDソフト『復刻！東映まんがまつり 1975年春』に収録された。これが本作初の映像ソフト化である。

## その他
- 公開前（時期不明）に発表された立て看板ポスターには、「やや赤みがかった金髪」・「金髪には何も付けていない」・「下半身がピンク色」・「尾びれが大きくて紺色」のNG版マリーナが描かれていた（完成作は「金髪」・「花の髪飾り」・「青緑」・「小さい、下半身と同じ青緑」）[6]。
- フィヨルド王子の船が嵐に襲われる場面は、後年、『機甲艦隊ダイラガーXV』（東映本社企画、東映動画が外部制作）のオープニング冒頭部に引用される。